# 馬其頓卡梅尼察市鎮

所在位置

馬其頓卡梅尼察市鎮是北馬其頓共和國的一個市镇，行政中心为马其顿卡梅尼察。該市镇北接克里瓦帕蘭卡市鎮，東臨保加利亞和代尔切沃市镇，西鄰科查尼市鎮和维尼察市镇，總面積190.37平方公里，2002年人口8,110。 

## 外部連結
- 官方网站  （馬其頓文）